# Яровинский, Михаил Яковлевич
Михаил Яковлевич Яровинский (8 июня 1937, Ташкент — 16 сентября 2007, Москва) — историк медицины, специалист в области медицинской этики, доктор медицинских наук (1990), профессор кафедры истории медицины и культурологи ММА им. И. М. Сеченова, член Союза журналистов России, автор научных исследований и публикаций по проблемам организации здравоохранения, санитарного просвещения, истории медицины в России.

## Биография
Родился в Ташкенте. В детстве мечтал стать актером, но обстоятельства сложились так, что Яровинский поступил на санитарно-гигиенический факультет Ташкентского медицинского института, который окончил в 1961 году.
Будучи студентом четвертого курса, создал на Ташкентском телевидении тележурнал «Здоровье» — первую подобную программу в СССР.
С 1961 по 1973 работал в Республиканском доме санитарного просвещения Министерства здравоохранения Узбекистанской СССР.
В 1967 заочно окончил с отличием сценарный факультет ВГИКа, снял несколько научно-популярных фильмов.
В 1973 создал и возглавил Музей здравоохранения Узбекистана, при котором в 1974 году организовал один из первых в стране курсов медицинской этики и деонтологии. В 1974 году защитил кандидатскую диссертацию.
В 1975 году Яровинский был приглашен Б. Д. Петровым в Москву для организации Всесоюзного музея истории медицины Академии медицинских наук на базе бывшего Странноприимного дома графа Шереметева. Однако этот план не осуществился.
В 1976-94 — старший научный сотрудник, затем — руководитель отделения ВНИИ социальной гигиены и организации здравоохранения им. Н. А. Семашко Минздрава СССР (ныне — Национальный НИИ общественного здоровья РАМН). Одновременно с 1990 — заведующий лабораторией историко-медицинских исследований, затем главный научный сотрудник НПО «Медицинская энциклопедия» АМН (ныне — ГУ НИИ истории медицины АМН).
В 1990 году защитил докторскую диссертацию по истории московского здравоохранения, материалы которой легли в основу его монографий «Здравоохранение Москвы» (1988) и «Века Москвы медицинской» (1997).
В 1991 году он создал курс клинической и экологической биоэтики при кафедре истории медицины и культурологии ММА им. И. М. Сеченова, которым руководил до последних дней жизни. Лекции по курсу «Медицинская этика (биоэтика)» выдержали три издания. Основные научные труды Яровинского посвящены медицинской этике и истории здравоохранения в Москве.
Жил в Москве на Тарусской улице, 8.
Скончался в 2007 году, похоронен в колумбарии Хованского кладбища (Крем., кол. 4, сектор 1, секция 1).

## Избранные труды
- Яровинский М. Я. Тьма и свет [Текст]. — Ташкент : Медицина, 1966
- Кино, радио, телевидение на службе санитарного просвещения [Текст] : (Справ.-метод. пособие) / М. Яровинский ; Респ. дом сан. просвещения М-ва здравоохранения УзССР. Центр. ком. о-ва Красного Полумесяца Узбекистана. — Ташкент : Медицина, 1969
- Яровинский М. Я. Печать в санитарном просвещении [Текст] : (Метод. пособие) / Респ. дом сан. просвещения М-ва здравоохранения УзССР. ЦК О-ва Красного Полумесяца Узбекистана. — Ташкент : Медицина, 1971.
- Историко-медицинские музеи и выставки СССР [Текст]: Аннот. указ. / [Сост. М. Я. Яровинский, С. Г. Гочарова]. — Москва : б. и., 1978
- Музееведение и медицинские музеи : Библиогр. указ. / ВНИИ социал. гигиены и орг. здравоохранения им. Н. А. Семашко; Сост. М. Я. Яровинский и др.; Под ред. Б. Д. Петрова. — М. : ВНИИСГИОЗ, 1988
- Здравоохранение Москвы, 1581—2000 гг. [Текст] / М. Я. Яровинский. — Москва : Медицина, 1988
- В. М. Бонч-Бруевич (Величкина), 1868—1918 [Текст] / М. Я. Яровинский. — Москва : Медицина, 1990
- Века Москвы медицинской / М. Я. Яровинский; Под ред. А. М. Сточика. — М. : Медицина, 1997
- Лекции по курсу «Медицинская этика» (биоэтика) : учеб. пособие для студентов мед. вузов / М. Я. Яровинский. — Изд. 3-е, перераб. и доп. — М. : Медицина, 2004
- Яровинский М. Я. Поучительные уроки истории. — М.: Русский врач, 2004.